# محمد مختار جمعة
محمد مختار جمعة مبروك (مواليد عام 1966)، هو وزير الأوقاف المصري السابق، تولى منصبه منذ 17 يوليو 2013 حتي 2 يوليو 2024 وهو عميد منتخب لكلية الدراسات الإسلامية بجامعة الأزهر، عضو المكتب الفني لشيخ الأزهر.

## حياته
شغل مختار جمعة منصب عميد كلية الدراسات الإسلامية والعربية للبنين بالقاهرة، وطالب بإستقلال الأزهر مرارا، وطالب بميزانية مخصصة للأزهر ليؤدي رسالته على أكمل وجه.
وكانت له مشاركة فعالة في مؤتمر الإسلام في أفريقيا بالسودان وفي حفل تسلم جائزة الملك فيصل العالمية لخدمة الإسلام وله العديد من الإسهامات العلمية والشرعية والأدبية، منها وضع مناهج اللغة العربية وآدابها لكليات التربية بسلطنة عمان وفي تطوير مناهجها.

## وزيرًا للأوقاف
تم تعيينه وزيراً للأوقاف في 16 يوليو 2013م ضمن وزارة حازم الببلاوي. رحب بتعيينه حركة «أئمة بلا قيود» نظراً لكونه مستقل سياسياً وكونه عميداً منتخباً من أعضاء هيئة تدريس كلية الدراسات الإسلامية، مطالبين إياه بالعمل على تطهير الوزارة من الفساد. كما رحب نقيب الدعاة عثمان البسطاويسي باختياره مشيداً باعتداله ووسطيته.
اتخذ مختار جمعة عدد من القرارت التي قال أنها تهدف لمنع التوظيف السياسي الحزبي أو المذهبي أو الطائفي للمنبر أو للمسجد. من بينها ما قرره في سبتمبر 2013 بمنع اقامة صلاة الجمعة في الزوايا التي تقل مساحتها عن ثمانين متراً. ثم تبعه بمنع غير الأزهرين من الخطابة في المساجد الحكومية والأهلية. ثم قررت وزارة الأوقاف في 26 يناير 2014 توحيد خطبة الجمعة في جميع مساجد مصر استنادًا على أن الوزارة مسئولة عن إقامة الشعائر الدينية وحذرت من ضم أي مسجد تابع لأي جمعية لا يلتزم بهذا القرار ومحاسبة الائمة والخطباء غير الملتزمين. ونتيجة للسياسة الجديدة، استبعدت الوزارة نحو 12 ألف إمام وخطيب من المساجد ضمن مساعيها للسيطرة على الخطاب الديني وفق تقديرات وكالة أنباء الأسوشيتد برس.
أثارت هذه القرارت، ولا سيما قرار توحيد الخطبة، استهجان البعض. ومن بين هؤلاء علماء دين مثل محمود مزروعة رئيس جبهة علماء الأزهر ومنير جمعة عضو الاتحاد العالمي لعلماء المسلمين حيث اعتبرا قرار توحيد الخطبة نوعًا من «التأميم والتكميم» للدعوة الإسلامية على المنابر. وكذلك انتقد الباحث في شؤون الحركات الإسلامية كمال حبيب القرار ووضفه بالدال على «شمولية النظام السياسي».
تقدمت وزارة حازم الببلاوي باستقالة جماعية في 24 فبراير 2014، إلا أن محمد مختار جمعة استمر في منصبه في التشكيلية الوزارية الجديدة برئاسة إبراهيم محلب.

## عضويات
الدكتور محمد مختار جمعة، حصل على عضوية العديد من الاتحادات المختصة في الأدب، منها اتحاد كتاب مصر ورابطة الأدب الإسلامى والرابطة العالمية لخريجى الأزهر، وله اهتمامات كبيرة بمجال التنمية البشرية التي حاضر في كثير من منتدياتها كداعية وأستاذ جامعى متخصص في العلوم الشرعية والأدبية وعضو الجمعية الشرعية الرئيسية للعاملين بالكتاب والسنة.

## المؤلفات
له العديد من المؤلفات في الأدب والشعر أبرزها، الأدب العربي في عصره الأول، والفكر النقدى في المثل السائر لابن الأثير في ضوء النقد الأدبي الحديث، والتمرد في شعر الجواهرى.